# Miljkovići (Velika Kladuša)
Pour les articles homonymes, voir Miljkovići.
Miljkovići (en cyrillique : Миљковићи) est une localité de Bosnie-Herzégovine. Elle est située dans la municipalité de Velika Kladuša, dans le canton d'Una-Sana et dans la fédération de Bosnie-et-Herzégovine. Selon les premiers résultats du recensement bosnien de 2013, elle compte 2 793 habitants.

## Géographie
La localité est située dans les faubourgs nord de Velika Kladuša, sur les bords de la rivière Glina, un affluent droit de la Kupa.

## Démographie

### Évolution historique de la population dans la localité
| 1948 | 1953 | 1961 | 1971 | 1981  | 1991  | 2013  |
| ---- | ---- | ---- | ---- | ----- | ----- | ----- |
| -    | -    | 927  | 969  | 1 894 | 2 622 | 2 793 |

|  |